# ماتسوناگا هیساهیده
ماتسوناگا هیساهیده، ماتسوناگا دانجو (به ژاپنی: 松永久秀 Matsunaga Hisahide);(۱ ژانویهٔ ۱۵۱۰ – ۱۹ نوامبر ۱۵۷۷) یک سامورایی و دایمیوی ولایت یاماتو اهل ژاپن بود. برادر کوچکتر وی ماتسوناگا ناگایوری و پسر ارشدش ماتسوناگا هیسامیچی نام داشت. وی پسرخوانده ماتسوناگا تیتوکو شاعر بود. در سال ۱۵۷۷ هیساهیده علیه نوبوناگا قیام کرد. نوبوناگا وی را در قلعه شیگیسان در طی محاصره شیگیسان محاصره کرد. هیساهیده شکست خورد و به همراه پسرش ماتسوناگا هیسامیچی خودکشی کرد.

## زمینه
وی از ملازمان میوشی ناگایوشی از دهه ۱۵۴۰ بود. در دهه ۱۵۶۰ و در سال ۱۵۶۴ نیروی کافی برای استقلال از خاندان میوشی را به دست آورد. از سال ۱۵۶۱ تا ۱۵۶۳ سه نفر از برادران میوشی ناگایوشی و پسر وی جان خود را از دست دادند و تنها پسرخوانده ناگایوشی بنام میوشی یوشیتسوگو به عنوان تنها شخصی که می‌توانست رهبری خاندان میوشی را برعهده بگیرد باقی ماند. اعتقاد بر این است که وی در طول این دوره علیه خاندان میوشی توطئه می‌کرد و در پشت پرده این مرگ‌های پی در پی وی نقش داشته‌است.

## قتل شوگون سیزدهم
در طی (حادثه ایروکو) ماتسوناگا هیساهیده به قصر آشیکاگا یوشی‌ترو (شوگون سیزدهم) حمله کرد و در پی این حمله شوگون مجبور به هاراکیری شد. برادر کوچکتر شوگون بنام آشیکاگا یوشی‌آکی از قصر فرار کرد و جای شوگون قبلی توسط آشیکاگا یوشی‌هیده (شوگون چهاردهم)، یکی از پسرعموهای وی غصب شد.

## ملازمی نوبوناگا
در سال ۱۵۶۸ اودا نوبوناگا به حمایت از آشیکاگا یوشی‌آکی به کیوتو لشکرکشی کرد و وی را به قدرت بازگرداند و هیساهیده در ابتدا ملازم نوبوناگا شد. در سپتامبر 1568، نوبوناگا، که از یوشیاکی آشیکاگا حمایت می کرد، موفق شد  در 2 اکتبر، او گروگان و ظروف چای معروف خود، تسوکو مو کامی ناسو  را به نوبوناگا تقدیم کرد.  هیساهیده به شخصیتی با نفوذ در حکومت شوگون تبدیل شد و کنترل ولایت یاماتو به او اعطا شد.  سه ژنرال میوشی در برابر نوبوناگا مقاومت کردند و در سپتامبر از کینای اخراج شدند و آشیکاگا یوشیهیده نیز بدون اینکه بتواند به کیوتو برود ناگهان درگذشت، بنابراین آشیکاگا یوشی‌آکی پانزدهمین شوگون شد و کینای به نوبوناگا تسلیم شد. حتی پس از این نیز، سوابقی از فعالیت‌های میوشی یوشیتسوگو، پدر و پسر ماتسوناگا در کیوتو به عنوان «ملازم‌های شوگون سالاری آشیکگا» آشیکاگا یوشی‌آکی وجود دارد که به عنوان سوبانشو و گوکوشو منصوب شدند.
بیشتر اهالی قدرتمند در ولایت یاماتو متعلق به سوتسوی جونکی بودند، اما در ماه اکتبر، نوبوناگا ارتشی متشکل از 20000 مرد، از جمله دست نشاندگانش، ساکوما نوبوموری، هوسوکاوا فوجیتاکا و  وادا کورماسا را به‌عنوان نیروی تقویتی برای هیساهیده به ولایت یاماتو فرستاد و به  آرام کردن یاماتو ادامه داد. پس از آرام شدن اوضاع در 24 دسامبر، او به قلعه گیفو رفت. در سال 1569، هیساهیده به آرام کردن یاماتو ادامه داد، در حالی که سوتسوی جونکی مجبور به از دست دادن قدرت خود شد. او همچنین در جریان حادثه معبد هونکوکو (حمله سه ژنرال میوشی به شوگون پانزدهم)  در آن سال در گیفو بود و به همراه نوبوناگا به کیوتو رفت تا در هنگام وقوع این حادثه همراه نوبوناگا در شهر کیوتو باشد
در روز سال نو،  سال سیزدهم ایروکو  (1570)، نوبوناگا شوگون پانزدهم آشیکاگا یوشی‌آکی را مجبور کرد که پنج شرط را بپذیرد، و بیان کرد که «فرمان های آشیکاگا یوشی‌آکی فقط توسط نوبوناگا پذیرفته می شود»  در نتیجه، شوگونسالاری یوشی‌آکی به طور ناگهانی از سیستم قبلی ائتلاف دایمیو و موقعیت متحدین از جمله هیساهیده بود به سیستم ائتلاف مستقل با نوبوناگا و مقرر شدن نوبوناگا به عنوان یک موقعیت برتر تغییر کرد.  در همان زمان، نوبوناگا نامه هایی را برای اربابان بزرگ فئودال و مردم محلی فرستاد، اما با وجود اینکه عنوان دونو (ارباب) را به توکوگاوا ایه‌یاسو و میوشی یوشیتسوگو اضافه کرد، اما این عنوان به پدرزن پسر بزرگش اودا نوبوتادا، هیساهیده، را شامل نشد و و به عنوان یک مرد مسن با او رفتار شد و باعث شد تا رتیه و موقعیت او کاهش یابد.
در سال 1570، هیساهیده در نبرد نوبوناگا با آساکورا یوشیکاگه  همراه با یوشیتسوگو و ایکدا کاتسوماسا  شرکت کرد. زمانی که نوبوناگا به دلیل شورش دامادش، آزای ناگاماسا، مجبور به عقب نشینی شد، کوتسوکی موتوتسونا ، ارباب کوچیکیدانی در ولایت اومی را متقاعد کرد تا متحد او شود. او نوبوناگا را از یک موقعیت دشوار ( محاصره کانگاساکی (۱۵۷۰)) نجات می دهد.
در سال 1570 میلادی از نوامبر تا دسامبر ، هیساهیده هنگام مذاکره برای صلح بین نوبوناگا و سه ژنرال میوشی، دختر خود را دختر خوانده نوبوناگا کرد و او را به عنوان گروگان پیشنهاد کرد تا صلح انجام شود. پس از آن، او به شرکت در حمله به معبد ایشیاما هونگانجی به عنوان دست نشانده نوبوناگا ادامه داد، اما هیساهیده و آشیکاگا یوشی‌آکی به تدریج دشمنی خود را عمیق تر کردند. در همان زمان، رابطه او با نوبوناگا، که از آشیکاگا یوشی‌آکی حمایت می کرد، بدتر شد.

## خیانت به نوبوناگا
در سال ۱۵۷۳ مدتی با خاندان میوشی متفق شد اما چون امیدی برای پیروزی برای آنها ندید دوباره به طرف نوبوناگا برگشت. ذکر شده، که وی صاحب یک چاگاما (کتری چای که در مراسم چای ژاپنی بکار می‌رود) نادر به نام گوتن میوهیراگومو  بود. نوبوناگا که به مراسم چای ژاپنی علاقه بسیاری داشت. بارها از وی خواسته بود این چاگاما را به وی واگذار کند اما وی درخواست نوبوناگا را رد کرده بود.
در اوت ۱۵۷۷، هیساهیده در هماهنگی با نیروهای ضد نوبوناگا مانند آشیکاگا یوشی‌آکی، موری تروموتو، اوئه‌سوگی کنشین و معبد ایشیاما هونگان از حمله به معبد هونگان-جی عقب‌نشینی کرد. او با سرپیچی از دستورهای نوبوناگا، خود در قلعه شیگیسان سنگر گرفت و بار دیگر موضع خود را در قبال رویارویی به وضوح بیان کرد. نوبوناگا ماتسویی یوکان را فرستاد تا دلیل آن را بیابد، اما گفته می‌شود که او حتی به خود زحمت ملاقات با پیام رسان («نوبوناگا کوکی») را هم نداده است.
نوبوناگا ارتشی متشکل از ۱۰۰۰۰۰ نفر را به همراه پسر بزرگش اودا نوبوتادا به عنوان فرمانده کل و نیروهای تسوتسویی به عنوان نیروی اصلی فرستاد و در ماه اکتبر، قلعه شیگیسان (محاصره شیگیسان ‏) را کاملاً محاصره کردند. ساکوما نوبوموری از او خواست که گوتن میوهیراگومو معروف را از قلعه خارج کنند و هیساهیده پاسخ داد: گوتن میوهیراگومو و سر ما دو سلاحی هستند که من قصد ندارم به ارباب نوبوناگا نشان دهم. من آن را تکه‌تکه خواهم کرد. (خاطرات تامون این).
در ۱۰ اکتبر، بر اثر حمله ارتش اودا، هیساهیده گوتن میوهیراگومو را شکست و خرد کرد، برج قلعه را به آتش کشید و خودکشی کرد. همچنین اعتقاد بر این است که پسرش ماتسوناگا هیسامیچی به همراه هیساهیده در همان روز (محاصره شیگیسان ‏) خودکشی کرد. همچنین نظریه ای وجود دارد مبنی بر اینکه پسرش هنگام فرار از قلعه شیگیسان و رفتن به سمت اوساکا توسط سربازان عادی کشته شد. دو فرزند ماتسوناگا هیسامیچی بودند که توسط خاندان اودا به عنوان گروگان نگه داشته می‌شدند (گفته می‌شود آنها ۱۴ ساله و ۱۲ ساله بودند) قبل از سقوط قلعه شیگیسان در روکوجو گاوارا در کیوتو اعدام شدند.
سر هیساهیده به قلعه آزوچی ("خاطرات تامونین") فرستاده شد و جسدش توسط تسوتسوی جونکی ("یاماتو شیریو" در معبد داروما به خاک سپرده شد. وی در سن ۶۸ سالگی چشم از جهان فروبست.
از آنجایی که ده سال پیش از آن، همان ماه و روز بود که تالار بزرگ بودای معبد تودایجی توسط او سوزانده شد، سربازان شایع کردند که این مجازات الهی کاسوکانوکامی  است. (در ارتباط با (شینبوتسو-شوگو آلودگی شینتو و بودیسم)

## مرگ
در هنگام محاصره قلعه شیگیسان (۱۵۷۷) نوبوناگا باز به عنوان شرط معامله به وی پیغام داد که گوتن میوهیراگومو را به بیرون از قلعه بفرستد اما هیساهیده قبول نکرد و در هنگام خودکشی با مواد منفجره این چاگاما را بخود بست و نابود کرد تا به دست نوبوناگا نیفتد.